# Cryptachaea veruculata
Cryptachaea veruculata là một loài nhện trong họ Theridiidae.
Loài này thuộc chi Cryptachaea. Cryptachaea veruculata được Arthur T. Urquhart. miêu tả năm 1886.